# Paranasoona cirrifrons
Paranasoona cirrifrons là một loài nhện trong họ Linyphiidae.
Loài này thuộc chi Paranasoona. Paranasoona cirrifrons được miêu tả năm 1984 bởi Heimer.